# Seznam sídel v Chorvatsku, I
Toto je seznam sídel v Chorvatsku začínajících na písmeno I.
| Název                 | Typ     | Župa                     | Město/ opčina       | Počet obyvatel (2001/2011) |
| --------------------- | ------- | ------------------------ | ------------------- | -------------------------- |
| Ićevo                 | vesnice | Šibenicko-kninská        | Skradin             | 59                         |
| Ičići                 | vesnice | Přímořsko-gorskokotarská | Opatija             | 856                        |
| Igrane                | vesnice | Splitsko-dalmatská       | Podgora             | 480                        |
| Igrišće               | vesnice | Záhřebská                | Jakovlje            | 669                        |
| Ika                   | vesnice | Přímořsko-gorskokotarská | Opatija             | 474                        |
| Ilača                 | vesnice | Vukovarsko-sremská       | Tovarnik            | 1 009                      |
| Ilmin Dvor            | vesnice | Viroviticko-podrávská    | Čađavica            | 96                         |
| Ilok                  | město   | Vukovarsko-sremská       | Ilok                | 5 072                      |
| Ilova                 | vesnice | Sisacko-moslavinská      | Kutina              | 860                        |
| Ilovac                | vesnice | Karlovacká               | Ozalj               | 55                         |
| Ilovačak              | vesnice | Sisacko-moslavinská      | Glina               | 176                        |
| Ilovik                | vesnice | Přímořsko-gorskokotarská | Mali Lošinj         | 104                        |
| Ilovik                | vesnice | Přímořsko-gorskokotarská | Čavle               | 14                         |
| Ilovski Klokočevac    | vesnice | Bjelovarsko-bilogorská   | Hercegovac          | 172                        |
| Imbriovec             | vesnice | Koprivnicko-križevecká   | Đelekovec           | 452                        |
| Imbriovec Jalžabetski | vesnice | Varaždinská              | Jalžabet            | 355                        |
| Imotica               | vesnice | Dubrovnicko-neretvanská  | Dubrovačko Primorje | 122                        |
| Imotski               | město   | Splitsko-dalmatská       | Imotski             | 4 757                      |
| Imrijevci             | vesnice | Požežsko-slavonská       | Čaglin              | 29                         |
| Imsovac               | vesnice | Bjelovarsko-bilogorská   | Končanica           | 263                        |
| Ipši                  | vesnice | Istrijská                | Oprtalj             | 20                         |
| Irinovac              | vesnice | Karlovacká               | Rakovica            | 127                        |
| Islam Grčki           | vesnice | Zadarská                 | Benkovac            | 150                        |
| Islam Latinski        | vesnice | Zadarská                 | Posedarje           | 284                        |
| Ist                   | vesnice | Zadarská                 | Zadar               | 182                        |
| Istočni Trojvrh       | vesnice | Karlovacká               | Josipdol            | 40                         |
| Iševnica              | vesnice | Přímořsko-gorskokotarská | Delnice             | 9                          |
| Ivan Dolac            | vesnice | Splitsko-dalmatská       | Jelsa               | 26                         |
| Ivan Begovina         | vesnice | Splitsko-dalmatská       | Podbablje           | 301                        |
| Ivanbrijeg            | vesnice | Viroviticko-podrávská    | Slatina             | 52                         |
| Ivančani              | vesnice | Záhřebská                | Farkaševac          | 204                        |
| Ivančec               | vesnice | Koprivnicko-križevecká   | Rasinja             | 63                         |
| Ivančići              | vesnice | Záhřebská                | Jastrebarsko        | 212                        |
| Ivančići Pokupski     | vesnice | Karlovacká               | Karlovac            | 16                         |
| Ivandol               | vesnice | Požežsko-slavonská       | Brestovac           | 139                        |
| Ivanec                | město   | Varaždinská              | Ivanec              | 5 434                      |
| Ivanec Bistranski     | vesnice | Záhřebská                | Zaprešić            | 937                        |
| Ivanec Križevački     | vesnice | Koprivnicko-križevecká   | Križevci            | 308                        |
| Ivanečka Željeznica   | vesnice | Varaždinská              | Ivanec              | 253                        |
| Ivanečki Vrhovec      | vesnice | Varaždinská              | Ivanec              | 357                        |
| Ivanečko Naselje      | vesnice | Varaždinská              | Ivanec              | 237                        |
| Ivanić Desinićki      | vesnice | Krapinsko-zagorská       | Desinić             | 594                        |
| Ivanić Grad           | město   | Záhřebská                | Ivanić Grad         | 9 379                      |
| Ivanić Košnički       | vesnice | Krapinsko-zagorská       | Desinić             | 33                         |
| Ivanić Miljanski      | vesnice | Krapinsko-zagorská       | Zagorska Sela       | 45                         |
| Ivanković Selo        | vesnice | Karlovacká               | Karlovac            | 27                         |
| Ivankovo              | opčina  | Vukovarsko-sremská       | Ivankovo            | 6 195                      |
| Ivanovac              | vesnice | Osijecko-baranjská       | Antunovac           | 1 522                      |
| Ivanovci              | vesnice | Osijecko-baranjská       | Valpovo             | 460                        |
| Ivanovci              | vesnice | Požežsko-slavonská       | Čaglin              | 20                         |
| Ivanovci Gorjanski    | vesnice | Osijecko-baranjská       | Đakovo              | 825                        |
| Ivanovec              | vesnice | Mezimuřská               | Čakovec             | 2 195                      |
| Ivanovo               | vesnice | Osijecko-baranjská       | Viljevo             | 290                        |
| Ivanovo Polje         | vesnice | Bjelovarsko-bilogorská   | Dežanovac           | 298                        |
| Ivanovo Selo          | vesnice | Bjelovarsko-bilogorská   | Grubišno Polje      | 264                        |
| Ivanska               | opčina  | Bjelovarsko-bilogorská   | Ivanska             | 722                        |
| Ivanja Reka           | vesnice | Město Záhřeb             | Peščenica - Žitnjak | 1 800                      |
| Ivanje                | vesnice | Přímořsko-gorskokotarská | Cres                | 3                          |
| Ivanjski Bok          | vesnice | Sisacko-moslavinská      | Sunja               | 51                         |
| Ivići                 | vesnice | Istrijská                | Sveti Lovreč        | 1                          |
| Ivoševci              | vesnice | Šibenicko-kninská        | Kistanje            | 360                        |
| Ivošević Selo         | vesnice | Karlovacká               | Karlovac            | 13                         |
| Izimje                | vesnice | Záhřebská                | Jastrebarsko        | 246                        |